# Ochthebius maculatus
Ochthebius maculatus är en skalbaggsart som beskrevs av Reiche 1869. Ochthebius maculatus ingår i släktet Ochthebius och familjen vattenbrynsbaggar. Inga underarter finns listade i Catalogue of Life.